# Браун (округ, Висконсин)
Округ Бра́ун (англ. Brown County) располагается в штате Висконсин, США. Официально образован в 1818 году. По состоянию на 2010 год, численность населения составляла 248 007 человек.

## География
По данным Бюро переписи США, общая площадь округа равняется 1595,442 км2, из которых 1372,701 км2 суша и 222,74 км2 или 14 % это водоёмы.

## Население
По данным переписи населения 2000 года в округе проживает 226 778 жителей в составе 87 295 домашних хозяйств и 57 527 семей. Плотность населения составляет 166,00 человек на км2. На территории округа насчитывается 90 199 жилых строений, при плотности застройки около 66,00-ти строений на км2. Расовый состав населения: белые — 91,14 %, афроамериканцы — 1,16 %, коренные американцы (индейцы) — 2,29 %, азиаты — 2,18 %, гавайцы — 0,03 %, представители других рас — 1,90 %, представители двух или более рас — 1,30 %. Испаноязычные составляли 3,84 % населения независимо от расы.
В составе 33,90 % из общего числа домашних хозяйств проживают дети в возрасте до 18 лет, 53,20 % домашних хозяйств представляют собой супружеские пары проживающие вместе, 8,90 % домашних хозяйств представляют собой одиноких женщин без супруга, 34,10 % домашних хозяйств не имеют отношения к семьям, 26,50 % домашних хозяйств состоят из одного человека, 8,40 % домашних хозяйств состоят из престарелых (65 лет и старше), проживающих в одиночестве. Средний размер домашнего хозяйства составляет 2,51 человека, и средний размер семьи 3,08 человека.
Возрастной состав округа: 26,10 % моложе 18 лет, 10,50 % от 18 до 24, 31,90 % от 25 до 44, 20,90 % от 45 до 64 и 20,90 % от 65 и старше. Средний возраст жителя округа 34 лет. На каждые 100 женщин приходится 98,90 мужчин. На каждые 100 женщин старше 18 лет приходится 96,90 мужчин.